# Bandeira da União Africana
A Bandeira da União Africana é um dos símbolos oficiais da União Africana.

## História

### Primeira bandeira

primeira versão da Bandeira da União Africana, de 1 de junho de 1970 a 9 de julho de 2002 e 1 de janeiro de 2004 a 31 de janeiro de 2010

A primeira versão da bandeira foi adotada em 1970 era uma tricolor de três bandas horizontais de verde, branco e ouro estando a banda branca separada das bandas verdes por duas faixas finas de ouro. A faixa branca continha o Emblema da União Africana.

### Nova bandeira
Foi durante a 8ª Cimeira da União Africana, que decorreu em Adis Abeba entre 29 e 30 de Janeiro de 2007, que os Chefes de Estado e de Governo decidiram lançar um concurso para a escolha de uma nova bandeira da União Africana. Eles prescreveram que o desenho deveria incluir um fundo verde simbolizando a esperança da África e estrelas para representar os Estados-Membros. De acordo com esta decisão, a Comissão da União Africana (CUA) organizou um concurso para a seleção de uma nova bandeira para a União Africana. Todos os cidadãos africanos eram livres para competir, incluindo os residente fora do continente e o laureado receberia um prêmio em dinheiro.

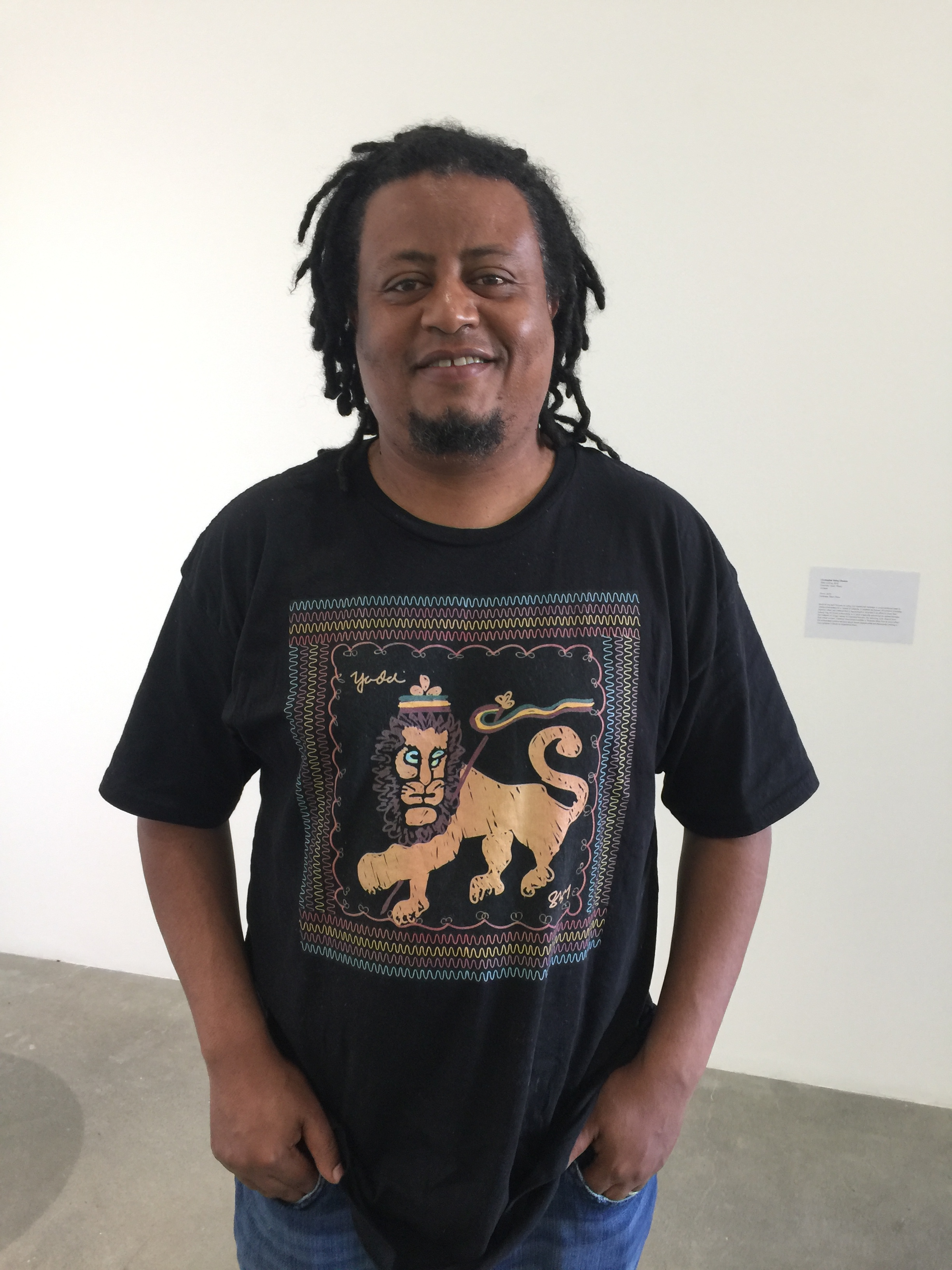
Yadesa Bojia, criador da atual bandeira

A CUA recebeu um total de 116 inscrições propostas por cidadãos de 19 países africanos e 2 residentes no exterior. As propostas foram então examinadas por um painel de especialistas criado pela Comissão da União Africana e selecionados entre as cinco regiões africanas para uma lista curta de acordo com as principais orientações dadas pelos Chefes de Estado e de Governo. Na 13ª Sessão Ordinária da Assembleia, os Chefes de Estado e de Governo examinaram o relatório do Painel e uma das propostas para se tornar a nova bandeira.
O desenho escolhido foi o proposto por Yadesa Bojia, um etíope que morava na cidade de Seattle, nos Estados Unidos. O anúncio foi feito em 28 de setembro de 2009. Bojia nasceu mudou-se para os Estados Unidos em 1995. Ele se formou associado em artes em design gráfico pelo Seattle Central Community College e se formou em comunicação visual pela Seattle Pacific University.
A partir do desenho vencedor, o fabricante de bandeiras sul-africano Flagcraft fez a nova bandeira da União Africana, que foi adotada em 30 de janeiro de 2010.
Originalmente, de acordo com os critérios definidos pelas AUC, o novo desenho da bandeira apresenta um mapa do continente verde escuro sobreposto a um sol branco estilizado com 53 pontos. Em torno do emblema central estavam 53 estrelas douradas de cinco pontas - uma para cada estado membro. Com a adesão do Sudão do Sul e o reingresso do Marrocos uma nova versão da bandeira com 55 estrelas foi introduzida.

## Características
Seu desenho consiste em um retângulo verde de proporção largura-comprimento de 2:3. No centro do retângulo há um sol branco estilizado com 55 raios. Por cima do sol há um mapa África na cor verde contornado por uma estreita linha branca. Em volta do mapa há um círculo com 55 estrelas de cinco pontas na cor ouro formando um círculo, sendo que cada raio do sol coincide com uma estrela.
Suas cores padrão são:
| Cor | Sistema Pantone | CMYK       | RGB           | Hex     |
| --- | --------------- | ---------- | ------------- | ------- |
|     | Branco          | 0.0.0.0    | 255, 255, 255 | #FFFFFF |
|     | Verde 349C      | 85.3.91.44 | 4, 106, 56    | #046A38 |
|     | Dourado 1245C   | 2.31.98.16 | 198, 146, 20  | #C69214 |

## Simbolismo
As estrelas representam os 55 países membros da organização. As cores são as mesmas do brasão e representam: o verde as expectativas e aspirações Africanas de unidade; o ouro a prosperidade e o futuro brilhante de África, o branco a paz.